# 島根縣立濱田高等學校
島根縣立濱田高等學校是位於日本島根縣濱田市黑川町地區的公立高等學校。
其棒球部在1960年代至2000年代之間曾是島根縣內的著名球隊，曾多次取得島根大會的優勝，至今累積代表島根縣參加全國高等學校棒球錦標賽已超過十次。

## 歷史
學校的前身包括1880年成立僅招收男性學生的舊制中學校「濱田中學」、1900年成立僅招收女性學生的高等女學校「島根縣高等女學校」、1920年成立屬於實業學校體系也僅招收女性學生的「濱田町立女子技藝學校」，共三所學校。

### 濱田中學→島根縣立濱田第一高等學校
1880年由島根縣政府成立僅招收男性學生的舊制中學校「濱田中學」，1883年一度附設濱田師範學校，1884年配合《中學校通則》的頒布，島根縣將縣內位於松江市的松江中學更名為島根縣第一中學校（現在為島根縣立松江北高等學校），濱田中學則更名為「島根縣第二中學校」，同時附設的師範學校也與松江師範學校合併島根縣師範學校（現已整併為島根大學教育學部），1885年一度增設初等中學科，不過在1886年由於《中學校令》的頒布，要求各縣原則上只設置一所尋常中學校，島根縣因此保留位於松江的第一中學校，第二中學校也因此廢校。
此後1887年在當地那賀郡的主導，利用原屬島根縣第二中學校的校地新設立「聯合濱田高等小學校」，1891年改設為「那賀郡町村組合石見學校」，1893年由於《中學校令》的修訂，允許各縣設置兩所以上的中學校，因此石見學校改交由島根縣政府管理，並重新改設為「島根縣第二尋常中學校」。
此後在1899年再次配合法令修改更名為「島根縣第二中學校」，1901年更名為「島根縣立第二中學校」，1907年更名為「島根縣立濱田中學校」。
1948年配合日本的學制改革改設為專招收男性學生的「島根縣立濱田第一高等學校」，設立普通科、商業科和通信課程。

### 島根縣高等女學校→島根縣立濱田第二高等學校
1900年由島根縣政府成立高等女學校「島根縣高等女學校」，1901年更名為「島根縣立高等女學校」，1907年再更名為「島根縣立濱田高等女學校」。
1948年配合日本的學制改革改設為專招收女性學生的「島根縣立濱田第二高等學校」。

### 濱田町立女子技藝學校→濱田市立家政高等學校
1920年由濱田町公所成立「濱田町立女子技藝學校」，1933年成為實業學校後更名為「濱田町立實踐女學校」，此後在1940年更名為「濱田高等實踐女學校」，1941年再更名為「濱田實踐高等女學校」。
1948年配合日本的學制改革改設為專招收女性學生的「濱田市立家政高等學校」。

### 島根縣立濱田高等學校
1949年配合日本政府提出的《高校三原則》，「小學區制、綜合制、男女共學」，島根縣政府再次將這三所剛改制完成的高等學校整併為「島根縣立濱田高等學校」，同時招收男女姓學生；而原本的通信課程在1962年移交至島根縣立松江北高等學校負責，商業科則是在新設立的島根縣立濱田商業高等學校。
在1960年曾自島根縣立矢上高等學校接手負責同樣位於濱田市內的今市分校，不過今市分校最終在2011年停止招生，2013年最後一屆學生畢業後關閉。